# 타인쑤언군
타인쑤언군(베트남어: Quận Thanh Xuân, 郡靑春)은 베트남 하노이의 행정 구역이다. 홍강 삼각주의 일부이며, 면적은 9,11km2이다.

## 행정구역
타인쑤언군은 11개의 프엉(坊)을 관할하고 있다.
- 하딘 프엉 (Hạ Đình /下亭)
- 낌쟝 프엉 (Kim Giang / 金江)
- 쿠엉  딘 프엉 (Khương Đình /姜亭)
- 쿠엉 마이 프엉 (Khương Mai / 姜枚)
- 쿠엉 쭝 프엉 (Khương Trung /姜中)
- 냔친 프엉 (Nhân Chính /仁政)
- 후온 엣 프엉 (Phương Liệt /芳烈)
- 타인쑤언 박 프엉 (Thanh Xuân Bắc / 靑春北)
- 타인쑤언 남 프엉 (Thanh Xuân Nam / 靑春南)
- 타인쑤언 쭝 프엉 (Thanh Xuân Trung / 靑春中)
- 투엉딘 프엉 (Thượng Đình /上亭)

## 교육
- 하노이 과학 대학교 (VNU University of Science)
- 하노이 베트남 국립대학교 (Vietnam National University, Hanoi)
- 하노이 대학교 (Hanoi University)
- 하노이 건축 대학교 (Hanoi Architectural University)
- 하노이 예술 국립대학교 (National University of Art Education)
- 교통 기술 대학교 (University Of Transport Technology)
- 교육 경영 아카데미 (National Academy of Education Management)